# Ambulatorio urbano de Paraparal
El ambulatorio urbano de Paraparal es, en el contexto del sistema de salud venezolano, un ambulatorio urbano tipo II, ubicado en el núcleo de la población de Paraparal (Parroquia Monseñor Feliciano González) y comunidades adyacentes en el Municipio Francisco Linares Alcántara, Maracay, Venezuela. El ambulatorio presta atención médica integral de nivel primario, atendidos por médicos generales o familiares con experiencia en administración de Salud Pública. Posee un mayor grado de complejidad que los ambulatorios tipo I, cubriendo los servicios de obstetricia y pediatría, laboratorio clínico, radiología y emergencia permanente. La Ley Orgánica de Salud de Venezuela y el Sistema Público Nacional de Salud adscriben al ambulatorio de Paraparal al Ministerio del Poder Popular para la Salud.

## Historia
Durante los años 1982 y 1983, una comisión en representación de la comunidad de Paraparal solicitó ante la comisionaduria de salud del estado Aragua, actualmente Corposalud, los servicios de atención médica para los habitantes del sector. En enero de 1983 la responsabilidad de atención primaria fue asignada al médico Pedro Barguilla, quien inició sólo su labor en un espacio cedido en el galpón Feliciano González, anexo a la escuela llamada actualmente “José Vicente Tovar”. Posteriormente es incorporado personal de enfermería, siendo los primeros designados Olga Peña y Olga Quiñones.
En 1984 miembros de la comunidad de Paraparal invadieron un terreno baldío, adyacente a la iglesia de Paraparal, en el cual funcionaría por espacio de 4 años, en calidad de ambulatorio tipo 1, para luego ocupar un lugar definitivo en el sitio donde actualmente funciona, cuya estructura fue rehabilitada con financiamiento del Banco Mundial durante la gestión del Gobernador Didalco Bolívar a través de su Proyecto Salud, para convertirse en un Ambulatorio Urbano Tipo II con 24 horas de funcionamiento. El ambulatorio fue reinaugurado por el mismo gobernador el 26 de mayo de 1998 después de la remodelación y ampliación existía como recordatorio una placa que se encontraba colocada en la pared de la fachada izquierda que da hacia la calle Central del ambulatorio la cual fue retirada o quitada.

## Inundaciones de Paraparal
Por su gran cercanía al lago de Valencia, la comunidad de Paraparal donde se asienta el ambulatorio es centro de frecuentes inundacions durante las estaciones de lluvia por el desbordamiento anual del lago. En el año 2012 el lago inundó a la comunidad por la crecida y el desbordamiento de las aguas servidas, que obligó a las autoridades a desalojar a gran parte de los habitantes de la zona y trasladarlos a refugios. Los refugiados fueron trasladados de Paraparal a los destacamentos militares de la ciudad, la Base Aérea El Libertador, Cuartel Páez, Base Aérea Sucre, Abelardo Mérida y la 42 Brigada de Paracaidistas. Por esta razón, el 30 de octubre del mencionado año, las autoridades de Corposalud en apoyo con el Poder popular y trabajadores del centro de salud, trasladaron los equipos, insumos e inmuebles de manera "Tentativa" a la sede de la Policía de Aragua de la parroquia, mientras pasara la contingencia. Luego que transcurrió el tiempo, ya la comunidad no se encontraba en emergencia y el 11 de julio de 2013, los vecinos organizados, solicitaron a las autoridades competentes el regreso del ambulatorio a la sede originaria, para que también funcionará la Policía de Aragua, esta lucha fue protagonizada por el vocero social Luis Mosqueda, sin embargo no se logró avanzar en los requerimientos. Posteriormente en el año 2015, un grupo de voceros en representación del poder popular, protagonizado por Emmanuel Tovar, Mirna Blanco, Jenny Medina, Carlos Arturo Chirinos, Luis Valera y Carles Delpino entre otros, decidieron retomar el rescate del ambulatorio y realizar las diligencias ante las autoridades pertinentes, que incluyeron la Dirección Municipal de Salud, Corposalud Aragua, Ministerio del Poder Popular para la Salud, Alcaldía del Municipio Francisco Linares Alcántara , Gobernación del Estado Aragua, Asamblea Nacional de Venezuela, y Vicepresidente de Venezuela; sin embargo y a pesar de los esfuerzos y algunos avances, no se logró el rescate de la antigua infraestructura, debido a la falta de compromiso con la comunidad por parte de todos los niveles del gobierno, además de las barreras de participación que le colocaron a los voceros y que impidió continuar con el objetivo. Actualmente ambas infraestructuras (incluyendo donde está funcionando el actual ambulatorio) se encuentran decadentes y no cumple con la norma, que establece las condiciones en las que debe estar estructurado un Centro de Salud. Todas las diligencias fueron recopiladas y sistematizadas en el siguiente enlace: https://drive.google.com/file/d/0B4UdIqHDOAmHZlJUV2JFMDA0U3c/view

## Extensión social
El ambulatorio de Paraparal proporciona atención primaria de salud a las parroquias Monseñor Feliciano González, Paraparal I y II, El Platanal, Colinas de Leo Colvo, Daniel Sacarías (Sector los Bloques), 18 de mayo y Francisco de Miranda. En esas comunidades, los principales riesgos biológicos de salud atendidos en el ambulatorio urbano de Paraparal son respiratorios, enfermedades infecciosas y parasitarias, del sistema digestivo, infecciones celulares y subcutáneas. Los riesgos psicosociales incluyen el desempleo, bajo ingreso familiar, abuso de drogas, licor, tabaquismo, disfunción familiar, padre ausente y maltrato o violencia familiar trayendo como consecuencia un alto índice de delincuencia, convirtiendo al municipio en una comunidad insegura. Los riesgos ambientales incluyen disposición inadecuada de excretas, consumo de agua no potable, alto índice de insectos y roedores y estructura física inadecuada.

### Programas sociales
El ambulatorio de Paraparal se suscribe a los programas de la Corporación de Salud del estado Aragua de enfermedades transmisibles:
1. Programa de Salud Respiratoria (Tuberculosis, Asma Bronquial, E P O C).
2. Programa de Dermatología Sanitaria (Enfermedad de Hansen, Leishmaniasis, Oncocercosis)
3. Programa Sida- Infecciones de Transmisión Sexual (I.T.S.)
4. Programa de Enfermedades Endémicas (Malaria, Parasitosis Intestinal, Chagas, Bilharziasis)
5. Programa de Zoonosis (Leptospirosis, Rabia Humana)

Los programas de enfermedades no transmisibles promovidos por el personal de salud del ambulatorio de Paraparal incluyen:
1. Programa de Atención Integral a la Mujer y Salud Reproductiva (Atención en planificación familiar, atención prenatal, atención durante el puerperio
2. Programa de Niños y Adolescentes (Atención Integral, Salud Escolar, CED-IRA)
3. Programa de Atención Integral al Adulto (Diabetes Mellitus e Hipertensión Arterial)
4. Programa de Oncología (Cáncer de Cuello Uterino, de Pulmón, de Próstata, de Mama)
5. Programa de Salud Oral.
6. Nutrición.
7. Programa Ampliado de Inmunizaciones (PAI).
8. Programa de Vigilancia Epidemiológica.
9. Programa de Lactancia Materna.
10. Programa de Atención en Salud al Paciente Discapacitado.
11. Programa de Cirugía Ambulatoria.